# Philipp Franz von Weichs
Philipp Franz von Weichs (* 1714; † 25. März 1755 in Körtlinghausen) war Domherr in Münster.

## Leben

### Herkunft und Familie
Philipp Franz von Weichs entstammte als Sohn des kurkölnischen Oberjägermeisters Franz Otto Freiherr von Weichs zu Körtlinghausen (1675–1738) und dessen Gemahlin Anna Theresia Agatha von Droste zu Füchten der westfälischen Adelsfamilie von Weichs. Im Jahre 1714 ließ Franz Otto das Schloss Körtlinghausen nach Plänen des Barockbaumeisters Justus Wehmer errichten. Philipps Bruder Wilhelm Joseph (1716–1786) war Domherr in Münster und Paderborn.

### Wirken
Im Jahre 1733 erhielt Philipp Franz vom Turnar Heidenreich Adolf von Nagel zu Loburg eine Dompräbende in Münster und empfing die Subdiakonatsweihe. Im Jahre 1748 war er Archidiakon in Stadtlohn. Wie seine Vettern, die Domherren von Droste zu Füchten, gehörte Philipp Franz im Domkapitel zur Plettenbergischen Partei.